# Aktivernes omsætningshastighed
Aktivernes omsætningshastighed er et regnskabsmæssigt nøgletal, som viser en virksomheds evne til at skabe omsætning i forhold til hvor mange penge, der er bundet i forskellige aktiver. 
Aktivernes omsætningshastighed = {\displaystyle {\frac {nettooms.}{gns.aktiver}}}
Aktivernes omsætningshastighed viser virksomhedens kapitaltilpasningsevne. Hvis virksomhedens nettoomsætning stiger med f.eks. 10 %, vil AOH være uændret, hvis også de gennemsnitlige aktiver vokser med 10 %; men den vokser, hvis de gennemsnitlige aktiver stiger med mindre end 10 %. I virkelighedens verden oplever virksomheder ofte, at det i krisetider er svært at reducere mængden af aktiver i samme grad som omsætningen, og det er derfor ofte et tegn på god ledelse, hvis aktivernes omsætningshastighed fastholdes (eller stiger) i perioder med faldende omsætning. 
Aktivernes omsætningshastighed er definitorisk lig med virksomhedens afkastningsgrad divideret med dens overskudsgrad.